# Parastasia kuijteni
Parastasia kuijteni är en skalbaggsart som beskrevs av Yuiti Wada 1996. Parastasia kuijteni ingår i släktet Parastasia och familjen Rutelidae. Inga underarter finns listade i Catalogue of Life.